# Azemiops kharini
Azemiops kharini là một loài rắn trong họ Rắn lục. Loài này được Nikolai Lutseranovich Orlov, Sergei A. Ryabov và Nguyễn Thiên Tạo mô tả khoa học đầu tiên năm 2013. Loài được đặt theo tên nhà khoa học Nga Vladimir Kharin nhằm vinh danh những đóng góp của ông trong lĩnh vực nghiên cứu bò sát và cá ở châu Á. Đầu rắn có màu trắng với hai đường sọc đen, chiều dài cơ thể khoảng từ 760 đến 980 mm.